# Live from Las Vegas
Live from Las Vegas es el cuarto DVD de Britney Spears, lanzado el 22 de enero de 2002.Grabado durante la gira Dream Within a Dream Tour en MGM Grand Garden Arena en un concierto en Las Vegas difundidas originalmente por HBO, Spears realizó 14 canciones entre las rutinas de baile y traje cambios. 
El DVD debutó en el # 1 (# 1 durante 6 semanas) en los EE. UU. y ha sido certificado 2 veces platino. En Francia, el DVD fue certificado platino también. De acuerdo al sistema de información Nielsen SoundScan, Live from Las Vegas ha vendido más de 224 mil copias en los Estados Unidos. 
El 19 de octubre de 2012 Sony Music Entertainment comunica que el 9 de noviembre de 2012 será relanzado de nuevo en DVD con el nombre de ‘The Platinum collection: Britney Spears live from Las Vegas’ como parte de una serie de lanzamientos de conciertos en vivo de diferentes artistas.

## Características del DVD
- Subtítulos disponibles:
  - Inglés
  - Español
  - Francés
  - Griego
  - Japonés
- Audio disponible:
  - Inglés (Dolby Digital 5.1)
  - Inglés (Dolby Digital 2.0 Stereo)

## Contenido
- Presentaciones en vivo:

- Oops!... I Did It Again
- (You Drive Me) Crazy
- Overprotected
- Born to Make You Happy/Lucky/Sometimes
- Boys
- Stronger
- I'm Not a Girl, Not Yet a Woman
- I Love Rock 'N' Roll
- What's It's Like to Be Me
- Lonely
- Don't Let Me Be the Last to Know
- Anticipating
- I'm a Slave 4 U
- ...Baby One More Time

- Videos musicales:
  - Overprotected
  - I'm a Slave 4 U
  - I'm Not a Girl, Not Yet a Woman
- Trailer Crossroads
  - Version USA
  - Version Internacional

## Premios
| Año  | Premiaciòn         | Categoría                     | Resultado |
| ---- | ------------------ | ----------------------------- | --------- |
| 2002 | Emmy               | Mejor Dirección Técnica       | Ganó      |
| 2002 | World Music Awards | Mejor Dirección               | Ganó      |
| 2002 | World Music Awards | Mejor Programa de Música      | Ganó      |
| 2002 | Rolling Stone      | Mejor Programa Especial       | Ganó      |
| 2002 | Rolling Stone      | Mejor Programa del Año        | Ganó      |
| 2002 | Rolling Stone      | Mejor Artista: Britney Spears | Ganó      |
| 2002 | Billboard          | Mejor DVD                     | Ganó      |
| 2002 | Billboard          | Mejor Artista: Britney Spears | Ganó      |
| 2002 | Billboard          | Mejor Dirección Technica      | Ganó      |
| 2002 | Billboard          | Premio Fan                    | Ganó      |
| 2002 | Mexican Emmy       | Mejor Artista: Britney Spears | Ganó      |
| 2002 | Mexican Emmy       | Mejor Programa Internacional  | Ganó      |
| 2002 | Mexican Emmy       | DVD Más Vendido               | Ganó      |

## Funcionamiento en las listas
| Lista                            | Proveedor  | Mejor posición | Certificación | Ventas  |
| -------------------------------- | ---------- | -------------- | ------------- | ------- |
| Australian Music DVD Chart       | ARIA       | 1              | 5x Platino    | 75,000  |
| Austrian Music DVD Chart         | IFPI       | 1              | 2x Platino    | 70,000  |
| Belgium Flanders Music DVD Chart | IFPI       | 1              | Platino       | 5,000   |
| Belgium Wallonia Music DVD Chart | IFPI       | 1              | Platino       | 5,000   |
| Brazil Music DVD Chart           | ABPD       | 1              | Platino       | 10,000  |
| Czech Republic Music DVD Chart   | IFPI       | 1              | Platino       | 10,000  |
| Dutch Music DVD Chart            | NVPI       | 1              | Platino       | 5,000   |
| Estonian Music DVD Chart         | IFPI       | 1              | Platino       | 5,000   |
| French Music DVD Chart           | SNEP/IFOP  | 1              | 2x Platino    | 25,000  |
| German Music DVD Chart           | Mediabase  | 1              | Platino       | 157,000 |
| Greek Music DVD Chart            | IFPI       | 1              | 3x Platino    | 15,000  |
| Irish Music DVD Chart            | IRMA       | 1              | Platino       | 1,000   |
| Italian Music DVD Chart          | FIMI       | 1              | Platino       | 10,000  |
| Japanese Music DVD Chart         | Oricon     | 1              | 2x Platino    | 40,000  |
| Mexico Music DVD Chart           | AMPROFON   | 1              | 3x Platino    | 30,000  |
| New Zealand Music DVD Chart      | RIANZ      | 1              | 2x Platino    | 3,000   |
| Portugal Music DVD Chart         | AFP        | 1              | 7x Platino    | 7,000   |
| Spanish Music DVD Chart          | Promusicae | 1              | 4x Platino    | 20,000  |
| Swedish Music DVD Chart          | IFPI       | 1              | Platino       | 10,000  |
| UK Music DVD Chart               | BPI        | 1              | 3x Platino    | 100,000 |
| USA Music DVD Chart              | RIAA       | 1              | 3x Platino    | 300,000 |